# Alles draait om geld
Alles draait om geld is een Nederlands televisieprogramma dat in 2009 en 2010 door de VARA werd uitgezonden. In dit programma werd over alle facetten van geld gepraat. Dit programma werd gepresenteerd door Astrid Joosten.